# 格羅茲尼區
43°19′N 45°41′E / 43.317°N 45.683°E
格羅茲尼區（俄语：Грозненский район），是俄羅斯的一個區，位於該國西南部，由車臣共和國負責管轄，面積1,600平方公里，2010年人口118,347，人口密度每平方公里73.97人。